# Marchampt
Marchampt – miejscowość i gmina we Francji, w regionie Owernia-Rodan-Alpy, w departamencie Rodan.
Według danych na rok 1990 gminę zamieszkiwały 303 osoby, a gęstość zaludnienia wynosiła 17 osób/km² (wśród 2880 gmin regionu Rodan-Alpy Marchampt plasuje się na 1326. miejscu pod względem liczby ludności, natomiast pod względem powierzchni na miejscu 608.).